# 風櫃洞
風櫃洞位於臺灣澎湖縣風櫃半島的尾端，風櫃（地名）以前稱為「風櫃尾」，南岸的玄武岩十分的發達，由於海浪長年的沖擊，岩石下方形成了狹長的海蝕洞穴，洞內上方岩石有一處裂縫通達陸面，每當漲潮約七分時，海浪沖入海蝕洞中，壓縮空氣夾雜海水經岩石裂縫噴出陸面，並發出了巨大的聲音，海浪消退時，亦需經岩石裂縫吸入空氣，附近會產生巨大吸氣聲，相似於古時候廚房幫助生火的風櫃（鼓風箱）的聲音，因以而得名。
自風櫃洞可遠眺虎井以及桶盤兩座島嶼。

## 圖輯

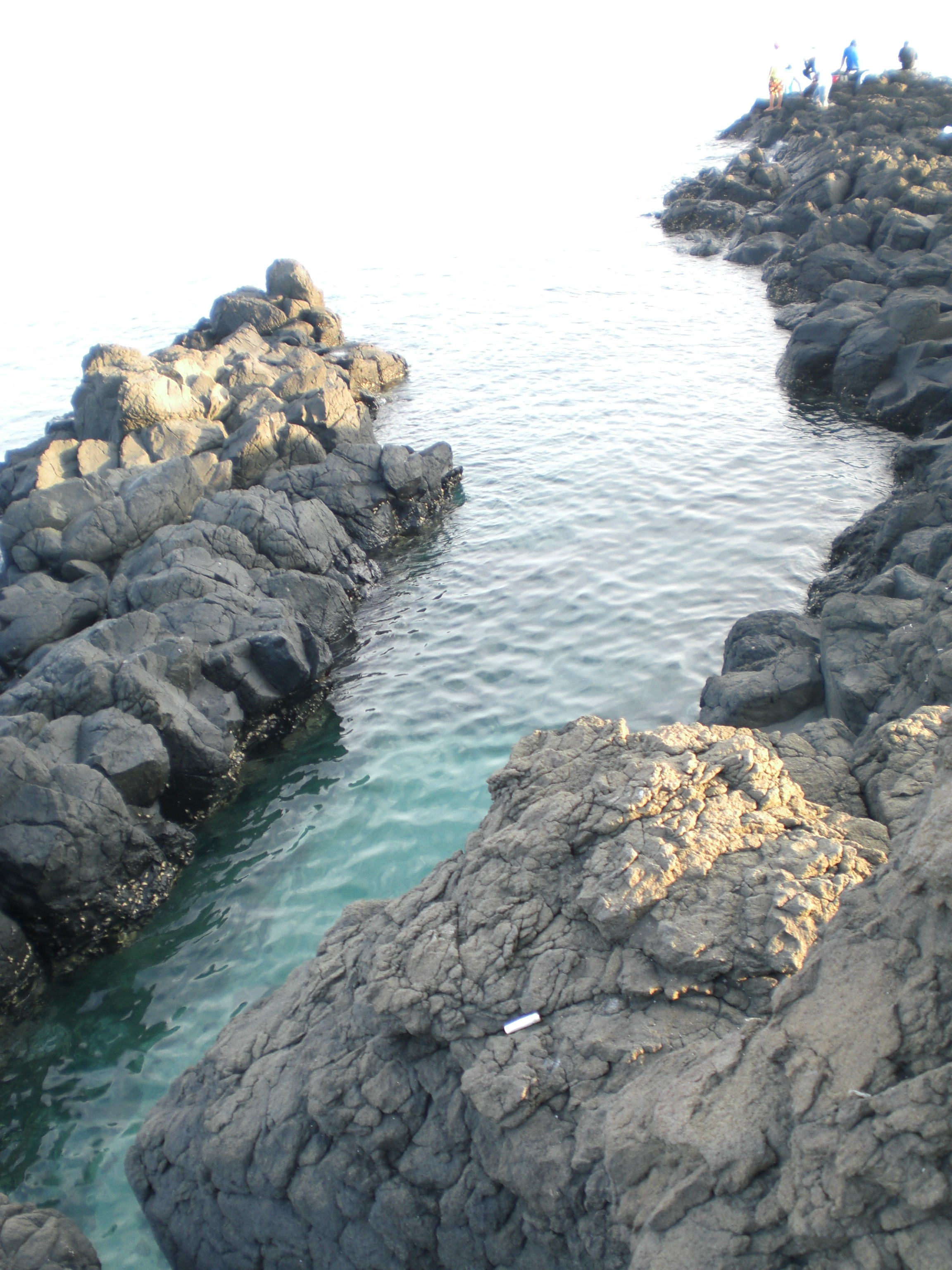
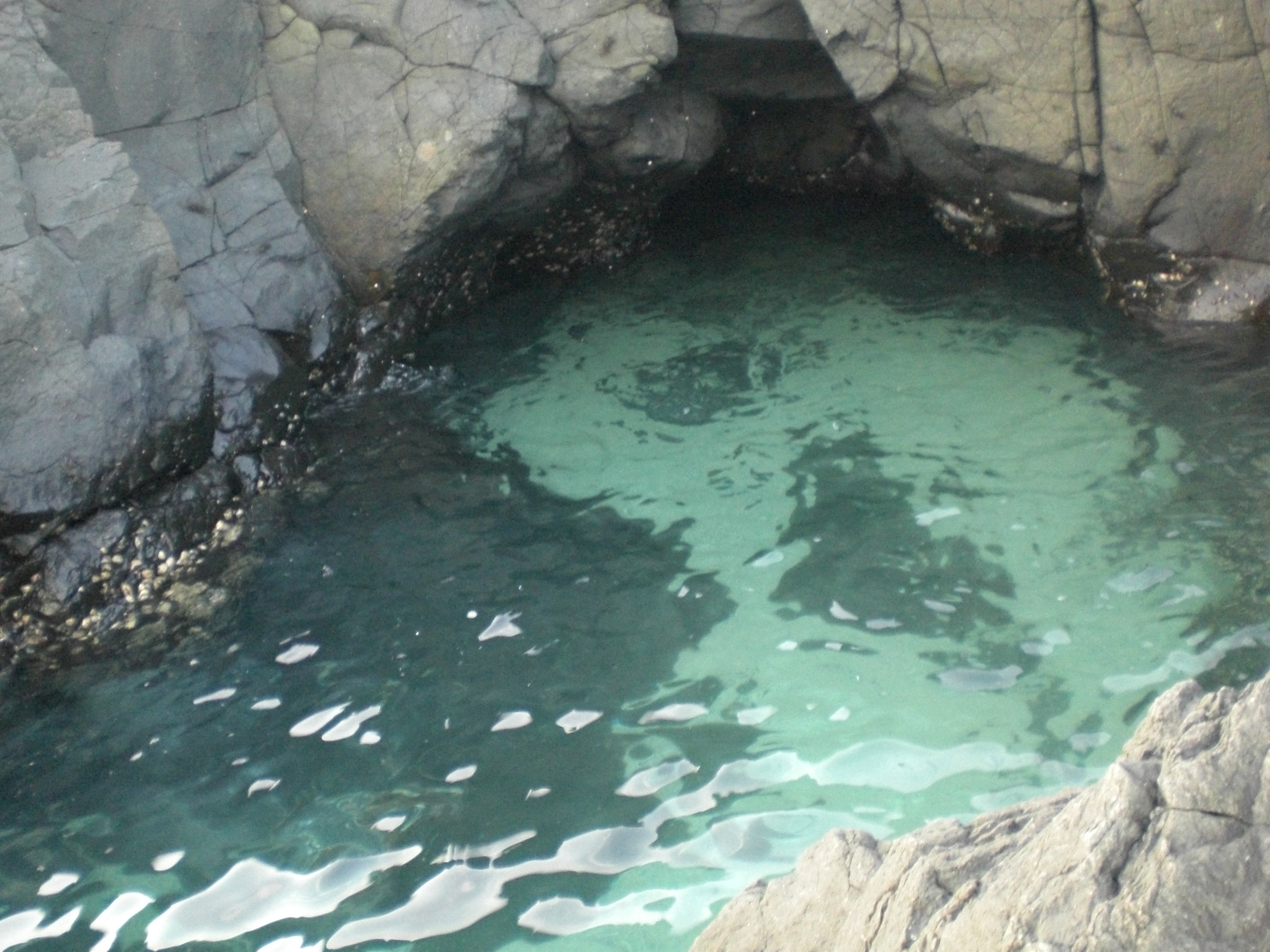
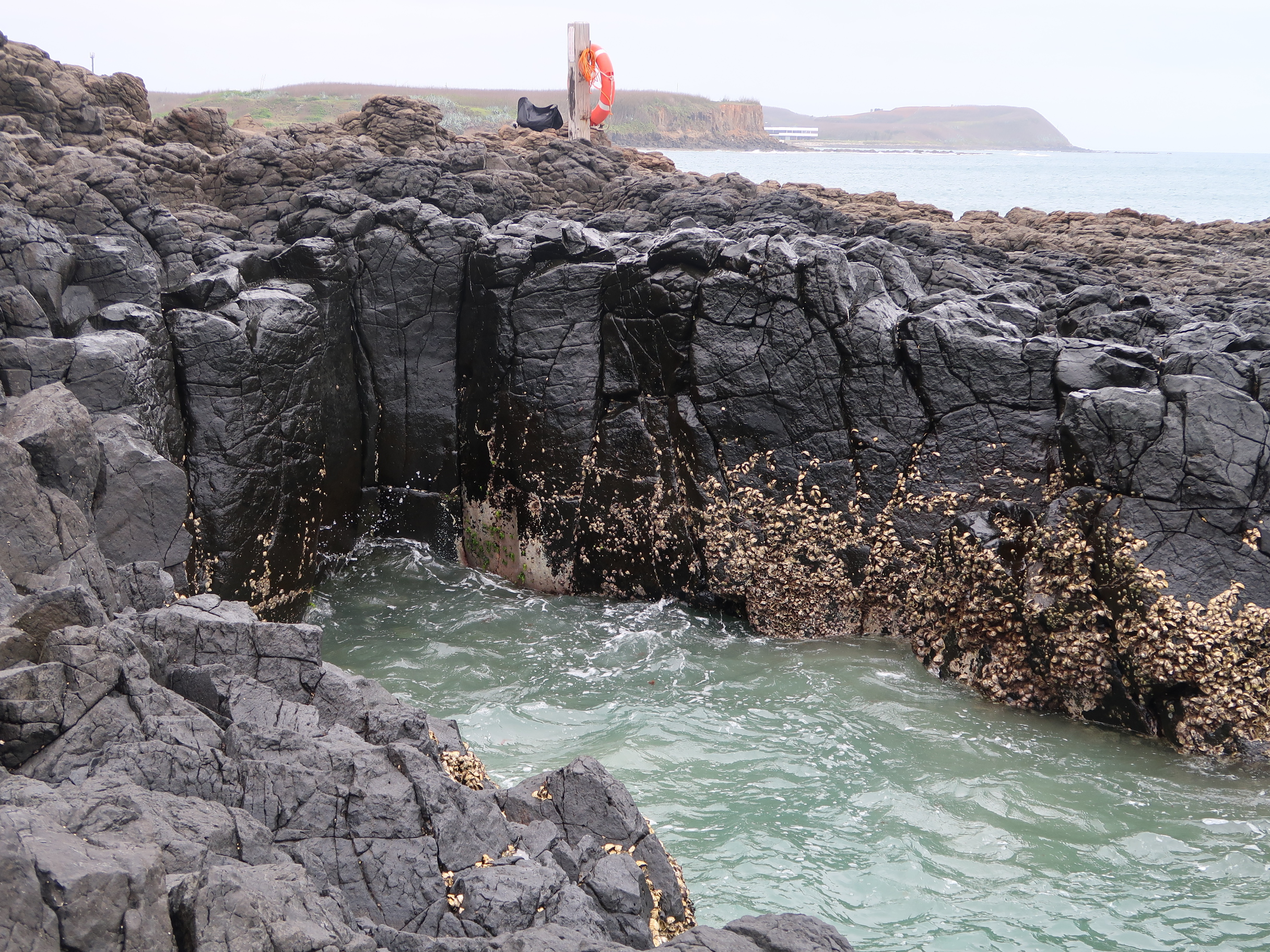
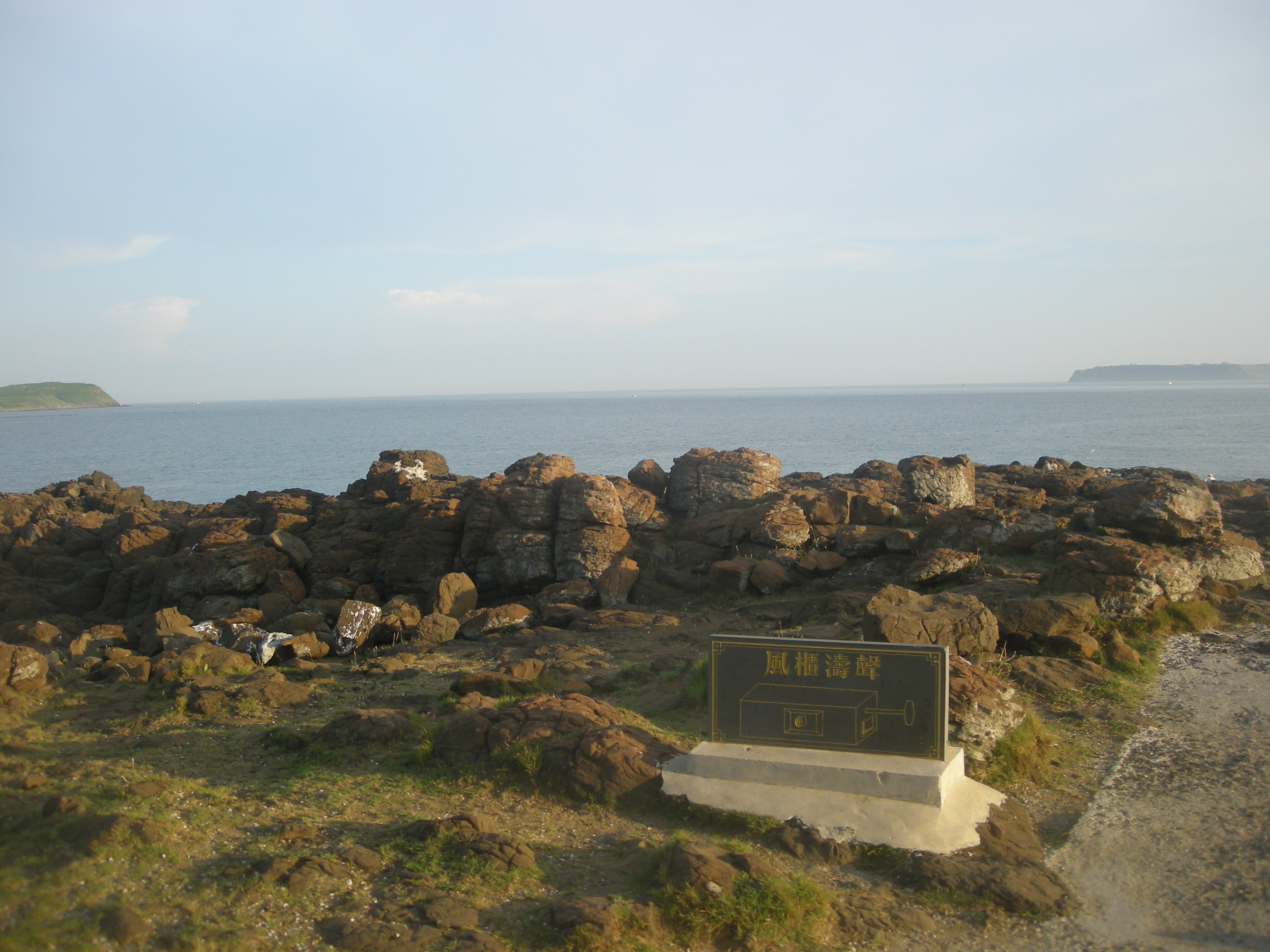
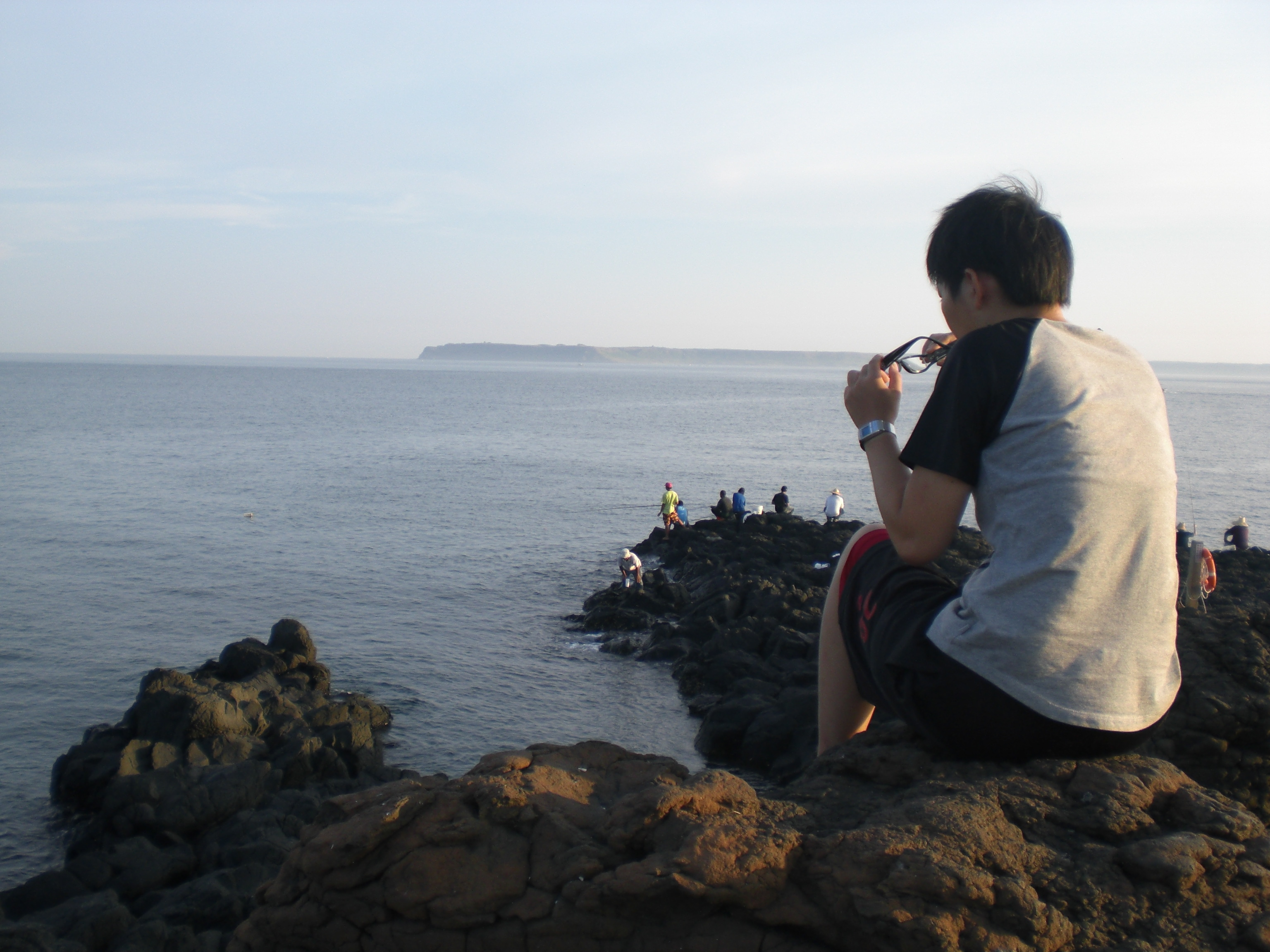
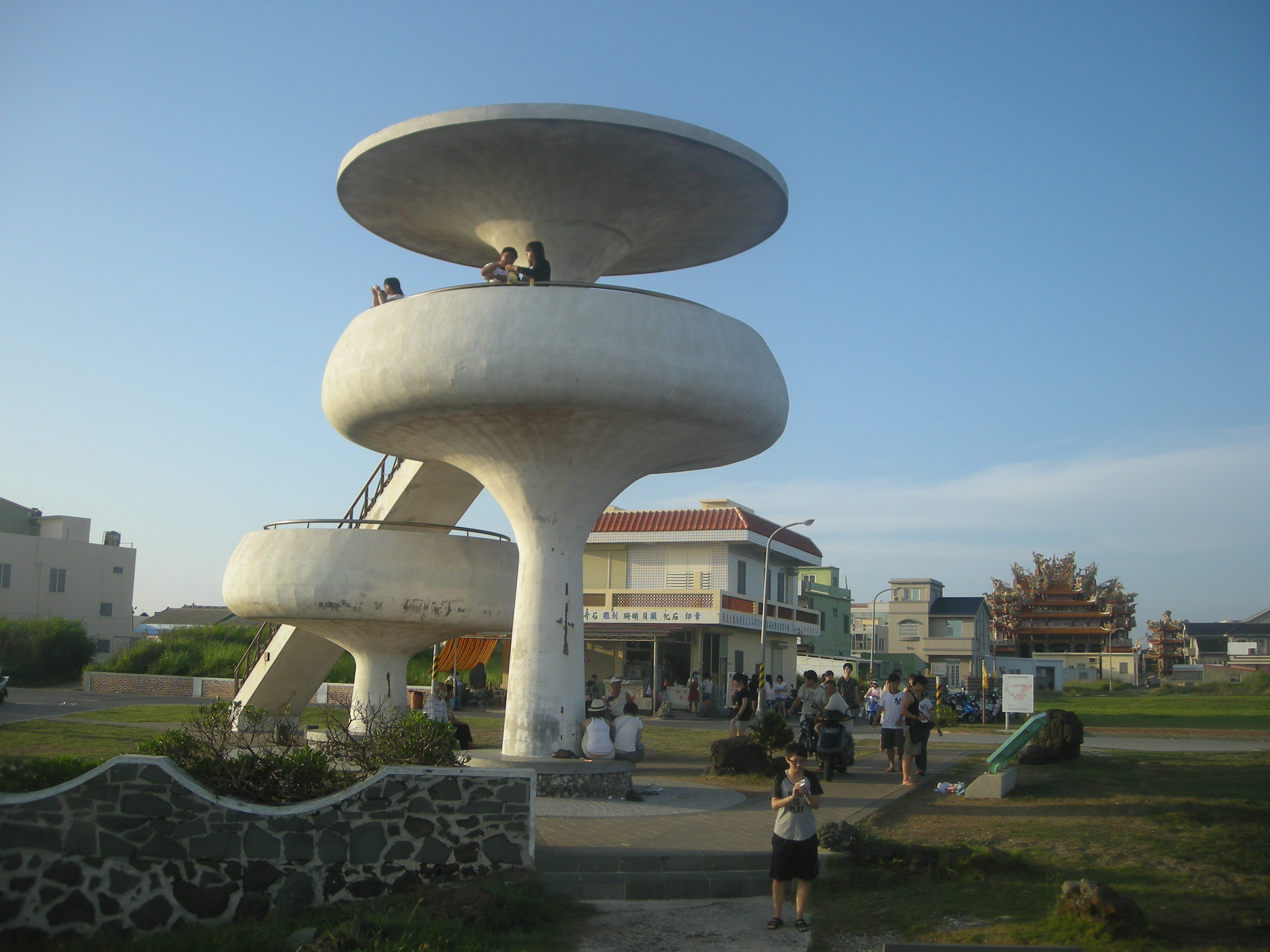